# Clinopodium nepeta
Espèce
Clinopodium nepeta, le Calament népéta, est une espèce de plantes à fleurs de la famille des Lamiaceae. C'est une plante herbacée vivace commune autour de la Méditerranée, dans le sud de l'Europe, en Afrique du Nord et dans l'ouest de l'Asie.

## Taxinomie
Le nom scientifique complet (avec auteur) de ce taxon est Clinopodium nepeta (L.) Kuntze. L'espèce a été initialement classée dans le genre Melissa sous le basionyme Melissa nepeta L..

### Noms vulgaires et vernaculaires
Ce taxon porte en français les noms vernaculaires ou normalisés suivants : Calament, Menthe de montagne, Calament à petites fleurs, Calament glanduleux,, Calament népéta, Clinopode faux-népéta, Fausse marjolaine, Petit calament, Petit calament de montagne, Pouliot sauvage, Sarriette calament, Sarriette fausse-népète, Sarriette népéta.
En Corse, cette plante est généralement appelée Nepita.

### Liste des taxons de rang inférieur
Liste des sous-espèces selon GBIF (1er septembre 2021) :
- Clinopodium nepeta nothosubsp. conillii (Sennen) B.Bock, 2012
- Clinopodium nepeta subsp. nepeta
- Clinopodium nepeta subsp. spruneri (Boiss.) Bartolucci & F.Conti
- Clinopodium nepeta subsp. subisodontum (Borbás) Govaerts

Selon l'INPN (1er septembre 2021) :
- Clinopodium nepeta (L.) Kuntze, 1891 subsp. nepeta
  - Clinopodium nepeta (L.) Kuntze, 1891 var. nepeta
  - Clinopodium nepeta var. glandulosum (Req.) B.Bock, 2012
- Clinopodium nepeta nothosubsp. bellantianum (Bouchard) B.Bock, 2012
- Clinopodium nepeta nothosubsp. conillii (Sennen) B.Bock, 2012
- Clinopodium nepeta subsp. ascendens (Jord.) B.Bock, 2012
- Clinopodium nepeta subsp. sylvaticum (Bromf.) Peruzzi & F.Conti, 2008

### Synonymes
Clinopodium nepeta a pour synonymes :
- Calamintha hybrida Bouchard, 1995
- Calamintha nepeta (L.) Savi
- Calamintha nepeta subsp. byzantina (K.Koch) Hayek
- Calamintha nepeta subsp. nepeta
- Calamintha nepeta var. canescens Magnier, 1882
- Calamintha officinalis subsp. nepeta (L.) P.Fourn., 1938
- Calamintha parviflora Lam.
- Faucibarba parviflora Dulac
- Melissa nepeta L.
- Melissa parviflora Salisb.
- Satureja calamintha subsp. nepeta (L.) Briq.
- Satureja calamintha subsp. officinalis Gams, 1927
- Satureja calamintha var. nepeta (L.) Briq.
- Satureja nepeta (L.) Scheele
- Satureja vulgaris subsp. nepeta (L.) Rouy, 1909
- Thymus nepeta (L.) Sm.
- Thymus pulegium Chevall., 1827

## Statuts de protection, menaces
L'espèce n'est pas considérée comme menacée en France. Elle est classée en préoccupation mineure (LC) par l'UICN.

## Utilisations
Qualifié parfois de marjolaine sauvage, le calament népéta (a nepita en langue corse) est utilisé séché dans de nombreuses spécialités culinaires de l'Italie et de la Corse. Cela peut ainsi être une herbe aromatique utilisée pour l'assaisonnement ou encore un parfum de crème glacée. L'arôme est souvent décrit comme relevant à la fois de la menthe et de l'origan.